# マーク・マッケンジー
マーク・マッケンジー（Mark McKenzie、1999年2月25日 - ）は、アメリカ合衆国の同国代表プロサッカー選手。ポジションはDF。ジュピラー・プロ・リーグ・KRCヘンク所属。

## 経歴

### クラブ経歴
フィラデルフィア・ユニオンのアカデミーに在籍していた2016年6月、リザーブチームであるベスレヘム・スティールFCの公式戦に出場した。
2018年1月、フィラデルフィア・ユニオンとホームグロウンプレーヤー契約を締結。
2021年1月7日、KRCヘンクと2025年までの4年半契約を結んだ。

### 代表歴
各年代でアメリカ合衆国代表に選出されている。2018年11月に開催されたCONCACAF U-20選手権では3得点を挙げ、チームの優勝に貢献した。
2018年12月20日、パナマ代表とのフレンドリーマッチでフル代表初召集。2020年2月4日、コスタリカ代表とのフレンドリーマッチでフル代表初出場を果たした。